# Пронін Віктор Вікторович
Ві́ктор Ві́кторович Про́нін (29 грудня 1980 — 16 серпня 2015) — солдат Збройних сил України, учасник російсько-української війни.

## Життєпис
Народився 1980 року в Новотроїцькому Херсонської області. Виростав з 3 братами та 2 сестрами. Закінчив 8 класів ЗОШ №1 Новотроїцького, 9 клас вечірньої школи та ПТУ за спеціальністю «тракторист». Працював трактористом на сільськогосподарських підприємствах, згодом у фермерському господарстві, підробляв на заробітках у Російській Федерації. 
29 травня 2015 року призваний за мобілізацією, солдат, водій БТР 17-го окремого мотопіхотного батальйону 57-ї мотопіхотної бригади. З липня 2015 року брав участь у боях на сході України. 
16 серпня 2015-го загинув під час мінометного обстрілу терористами поблизу міста Горлівка. Тоді ж полягла старший солдат Катерина Носкова. 
20 серпня 2015 року похований на кладовищі смт Новотроїцьке Херсонської області.
Без Віктора лишились мати, три брати, дві сестри, дружина Аліна, з якою виховували її доньку й сина, та донька Уляна 2013 р.н.

## Нагороди та вшанування
За особисту мужність, сумлінне та бездоганне служіння Українському народові, зразкове виконання військового обов'язку відзначений — нагороджений
- орденом «За мужність» ІІІ ступеня (25.11.2015, посмертно)[1]